# 小林桂子
小林桂子（9月3日—）是日本的女性聲優，新潟縣出身。POWER RISE所屬。AMUSEMENT MEDIA綜合學院聲優學科畢業。

## 演出作品
※粗體字為主要角色。

### 電視動畫
2014年
- 幕末Rock（阿桂）
- Lady 寶石寵物（Lady桃奈[3]）

2015年
- Go! Princess 光之美少女（女學生、國語教師）
- 寶石寵物 魔法變身（Lady桃奈）

2016年
- 丸少爺（戀愛占卜的客人）
- 魔法使 光之美少女！（站員、蝸牛尼亞、花店女性、桃樂絲、母天馬、理科老師、女學生、黃寶石的精靈、波紋石的精靈、紅寶石的精靈、南瓜鳥、蝸牛販賣車、サファイアミトメール、ガーネットミトメール）

### OVA
- 終末的後宮VR（黑田馬莉亞）[4]

### 劇場動畫
2006年
- 不可思議貓森林

2018年
- 光之美少女 Super Stars!（蝸牛尼亞）

### 遊戲
2012年
- PhaseD 蒼華之章（宮岸胡桃）
  - PhaseD 黑聖之章（宮岸胡桃[5]）
  - PhaseD 朱姬之章（宮岸胡桃[6]）

2013年
- 神咒神威神樂 曙之光（御門龍水[7]）
- 妖精國的魔物使（エキドナ）

2014年
- 我家公主最可愛（天清龍姬 アクア・ドラゴニア、天炎龍姬 ヴォルカ・ドラゴニア、天嵐龍姬 ブラスト・ドラゴニア）
- Fate/hollow ataraxia

2015年
- Asdivine Dios（光之精靈 艾莉絲）
- Go! Princess 光之美少女 甜點王國與6位公主（瑪倫、安娜）
- STELLA GLOW（畢安卡）
- 九十九姬（子貝姬、萬川集海、屍）
- 極限凸起 萌情水晶（咒道士キョンシー）

2016年
- PriministAr（駒萱野[8]）
- 魔物娘☆後宮（索拉）
- 陸自娘（蝦之神酒、74式戰車 第10戰車大隊Ver）
- SPEED WITCH BATTLE 白之魔女與五個希望（ミドロ、クンブーラ、ドント、ミンネ）

2017年
- 擴張少女系三重奏（スウィーティメルティー）
- 仙境傳說（波琳）

2018年
- 鐵金剛少女Z ONLINE（くーちゃん）

2019年
- 超次元大海戰（朱諾、伊莉莎白）
- No Straight Roads
- 虛偽愛麗絲（吉賽兒、燈花、莎拉）

### 廣播劇CD
2007年
- 學生會長是女僕

2008年
- Sanarika談話CD第二集

2009年
- Sound Drama Fate/Zero Vol.2「國王們的狂宴」（琴音）
- 七傲嬌

2013年
- Sound Drama Fate/EXTRA 第一章「月之聖杯戦争」

2014年
- 「弗雷姆王國興亡記」廣播劇CD「少女的戰鬥―Sweet Girl's War―」
- 辻堂的戲劇之路（葛西久美子[9]）

2018年
- 情色妄想象牙塔 3卷（哈哈·配角）

2019年
- 叫甜心還太早

### 外語配音
- 11點14分（史黛拉、無線電女）
- 名人錄（蘿莉·羅克山奴）

### 廣播節目
- 美佳子@Payopayo（2014年）
- 大橋步夕的喫茶Fairy Days（2014年12月6日，第23杯的常連客（嘉賓））

### 舞台、活動
- Heavy Snow Presents〈OOYUKI 動畫歌LIVE！〉（2012年12月16日，池袋RED-Zone）- Heavy Snow（大橋步夕、岩崎春奈、梅里紗生、尾崎真實、小林桂子、山村響）[10]
- Alliance vol.6-Reading Live-〈一周年記念〉（2013年3月28日，あさがやドラム）[11]
- Kaleido Heven Presents「女子力」Vol.1（2014年2月14日，池袋RED-Zone）[12]
- Heavy Snow Presents〈OOYUKI 動畫歌LIVE！〉（2014年8月2日）[13]
- LIVE（2014年12月12日，新宿Red Nose）[14]
- （2015年1月31日、2月1日，Toritori Office練習場）[15]
- VOL.4（2015年10月23日、新宿Red Nose）[16]
- 大橋步夕生日活動（2017年4月30日）[17]

## 外部連結
- 事務所官方簡歷 （页面存档备份，存于）（日語）
- 小林桂子的X（前Twitter）（日語）